# Ichthyophis tricolor
Ichthyophis tricolor är en groddjursart som beskrevs av Annandale 1909. Ichthyophis tricolor ingår i släktet Ichthyophis och familjen Ichthyophiidae. IUCN kategoriserar arten globalt som livskraftig. Inga underarter finns listade i Catalogue of Life.